# SMS Württemberg (1917)
O SMS Württemberg foi um couraçado planejado pela Marinha Imperial Alemã e que seria a quarta e última embarcação da Classe Bayern, depois do SMS Bayern, SMS Baden e SMS Sachsen. Foi originalmente concebido para ser atuar como capitânia da Frota de Alto-Mar, porém o início da Primeira Guerra Mundial em julho de 1914 fez a Marinha Imperial simplificar seu projeto na esperança de que pudesse ser finalizado em tempo de lutar no conflito. Sua construção começou em janeiro de 1915 nos estaleiros da AG Vulcan em Hamburgo, mas os o ritmo dos trabalhos foi diminuindo à medida que recursos eram desviados para projetos considerados mais essenciais. Foi lançado ao mar em junho de 1917 apenas para liberar o espaço da rampa de lançamento para outros trabalhos. As obras foram paralisadas no início de 1918, quando estava aproximadamente doze meses de ser finalizado. A Alemanha foi derrotada em novembro de 1918 e o casco incompleto do Württemberg foi desmontado em 1922 de acordo com os termos do Tratado de Versalhes.

## Desenvolvimento

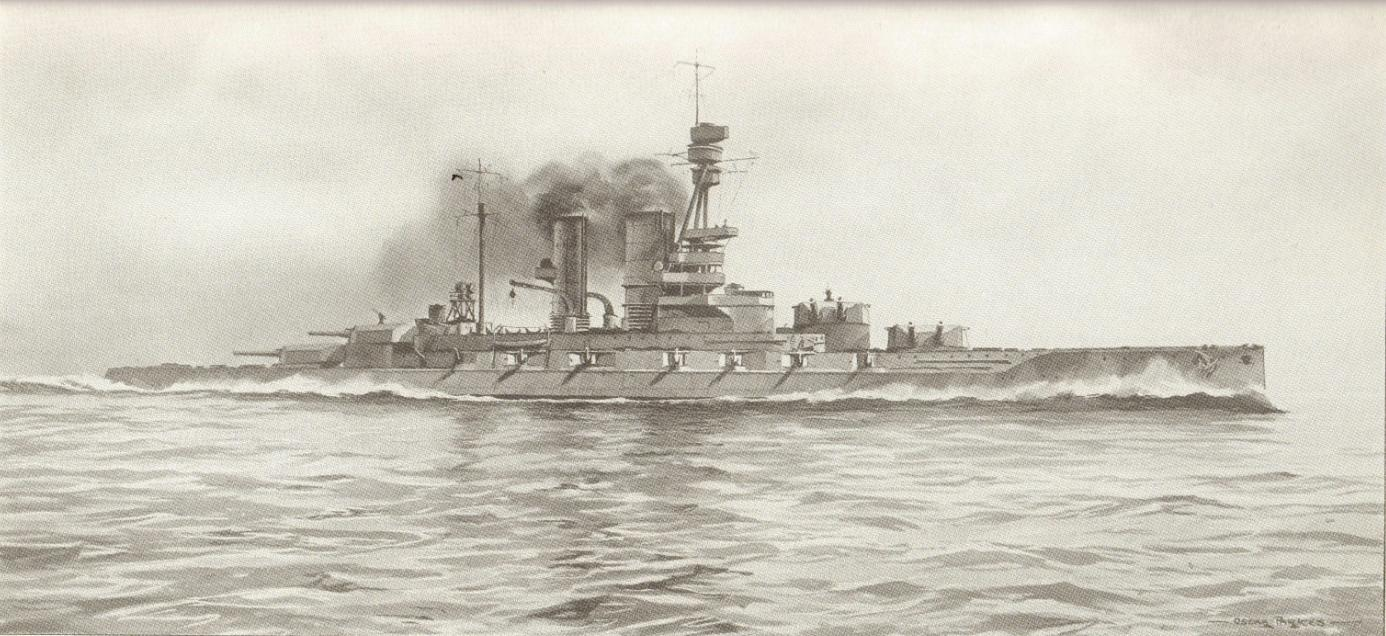
Desenho da Classe Bayern

Os trabalhos de projeto da Classe Bayern começaram em 1910 no contexto da corrida armamentista naval anglo-germânica, com as discussões iniciais se focando no tamanho dos canhões principais; couraçados alemães anteriores tinham armas de 305 milímetros, porém marinhas estrangeiras estavam adotando canhões de 343 e 356 milímetros, assim o comando naval alemão achou que precisava responder com armas grandes próprias. Canhões de 320, 380 e 400 milímetros foram considerados. O grande almirante Alfred von Tirpitz, o Secretário de Estado do Escritório Naval Imperial, conseguiu usar indignação publica sobre a Crise de Agadir para pressionar a Dieta Imperial para garantir um orçamento maior para a Marinha Imperial Alemã a fim de compensar o preço das armas maiores. Canhões de 380 milímetros forma escolhidos, pois os de 400 milímetros seriam significativamente mais caros e os de 380 milímetros já eram uma melhora considerável sobre as armas alemãs anteriores. A classe foi autorizada sob a quarta e última Lei Naval de 1912.
Os projetistas, após o início das obras dos dois primeiros membros da classe, examinaram os últimos desenvolvimentos em couraçados estrangeiros e descobriram que a britânica Classe Queen Elizabeth teria uma velocidade máxima elevada. Isto fez com que os alemães alterassem o terceiro membro da Classe Bayern, o SMS Sachsen, para que tivesse uma motor a diesel. Seu comprimento foi aumentado para que pudesse acomodar o motor maior, aumentando o deslocamento em aproximadamente duzentas toneladas em relação aos dois primeiros navios. A intenção dos projetistas era manter as dimensões maiores para o Württemberg, mas retornar ao sistema de propulsão com apenas turbinas a vapor. As economias de peso seriam usadas para melhorar o esquema de blindagem. Isto mostrou-se impossível, pois também foi tomada a decisão de fazer da embarcação a capitânia da frota, necessitando de uma ponte de comando maior para a equipe do almirante, o que compensaria a redução de peso. Em vez disso, as alterações forçaram os projetistas a adicionarem mais duzentas toneladas ao deslocamento. O custo destes novos navios começou a ficar cada vez maior: o Württemberg custaria 8,6 por cento a mais que o Sachsen, que por sua vez já custaria treze por cento a mais do que as estimativas de custos para o SMS Bayern e SMS Baden, as duas primeiras embarcações.
Tirpitz apresentou o projeto finalizado ao imperador Guilherme II em junho de 1914 durante as regatas da Semana de Kiel, movimento calculado para aproveitar o bom humor de Guilherme para conseguir sua aprovação apesar dos custos extremamente elevados. O imperador não teve objeções, porém ainda no final do mês o arquiduque Francisco Fernando, herdeiro do trono da Áustria-Hungria, foi assassinado, levando à Crise de Julho e ao início da Primeira Guerra Mundial. Tirpitz emitiu instruções em 2 de agosto de que o Württemberg deveria ser finalizado o mais rápido possível com o objetivo de fortalecer a frota agora que o país estava em guerra. O navio deveria ser finalizado igual ao Sachsen, porém sem o motor a diesel, descartando as alterações na estrutura da sua ponte de comando. O contrato de construção foi rapidamente firmado com a AG Vulcan.

## Características

Esquema de blindagem da Classe Bayern

O Württemberg teria 181,8 metros de comprimento da linha de flutuação e 182,4 metros de comprimento de fora a fora. Teria uma boca de trinta metros e um calado entre 9,3 e 9,4 metros. Seu deslocamento projetado seria de 28,8 mil toneladas, não incluindo um suprimento completo de combustível e outras necessidades operacionais; seu deslocamento carregado seria de 32,5 mil toneladas. Seu sistema de propulsão teria três turbinas a vapor alimentadas por nove caldeiras a carvão e três a óleo combustível. Sua potência indicada seria de 48 mil cavalos-vapor (35,3 mil quilowatts) para uma velocidade máxima de 22 nós (41 quilômetros por hora). Sua autonomia seria de cinco mil milhas náuticas (9,3 mil quilômetros) a uma velocidade de doze nós (22 quilômetros por hora). Sua tripulação seria formada por 42 oficiais e 1 129 marinheiros.
Seu armamento consistiria em uma bateria principal composta por oito canhões calibre 45 de 380 milímetros. Estes ficariam montados em quatro torres de artilharia duplas: duas sobrepostas à vante da superestrutura e duas sobrepostas à ré. O armamento secundária seria formado por dezesseis canhões de 149 milímetros montados em casamatas mais quatro canhões de 88 milímetros. Também seria equipado com cinco tubos de torpedo de 600 milímetros submersos no casco: uma na proa e dois em cada lateral. Seu cinturão principal de blindagem teria entre 170 e 350 milímetros de espessura, enquanto o convés blindado teria de sessenta a cem milímetros. A torre de comando de vante seria protegida por laterais de quatrocentos milímetros, já as torres de artilharia teriam laterais de 350 milímetros e tetos de duzentos milímetros.

## História
O Württemberg foi encomendado sob o nome provisório de Ersatz Kaiser Wilhelm II, um substituto para o antigo pré-dreadnought SMS Kaiser Wilhelm II. O navio estava originalmente programado para o ano fiscal de 1915, porém foi iniciado mais cedo usando fundos de guerra. O contrato entregue à AG Vulcan foi finalizado em 29 de dezembro de 1914, especificando o início da construção para janeiro de 1915, um lançamento ao mar em meados de 1916 e finalização no início de 1917. Seu batimento de quilha ocorreu em Hamburgo em 4 de janeiro de 1915 sob o número de construção 386, com a AG Vulcan tendo a intenção de correr com as obras o mais rápido possível. Entretanto, o ritmo da construção diminuiu à medida que recursos e pessoal foram sendo desviados para outros projetos mais urgentes como a campanha de submarinos.
Aproximadamente 31 por cento do casco tinha sido completado até dezembro de 1915, o que equivalia a sessenta por cento das placas externas do casco abaixo da linha de flutuação, 75 por cento do fundo interior e cinquenta por cento dos conveses inferiores e anteparas abaixo do convés blindado. Trabalhos na montagem no sistema de propulsão tinham começado em uma oficina ao lado da rampa de lançamento, assim como a fabricação das placas de blindagem. Mais trabalhos no casco prosseguiram mais lentamente em 1916 e sua data de lançamento foi adiada repetidas vezes até que finalmente ficou pronto para deixar a rampa de lançamento em 20 de junho de 1917, um ano atrasado. Nessa época já não havia mais intenção de finalizar o navio e seu lançamento ocorreu principalmente com a intenção de liberar a rampa para outros projetos.
A Alemanha retomou e muito expandiu em fevereiro de 1917 sua campanha de guerra submarina irrestrita, com o almirante Eduard von Capelle, o sucessor de Tirpitz, argumentando que a construção de navios capitais deveria ser totalmente paralisada em favor da construção de mais submarinos. O Escritório Imperial Naval emitiu um relatório em 1º de fevereiro de 1918 afirmando que a construção de navios capitais tinha parado, principalmente porque a prioridade passou a ser a campanha de submarinos. O Württemberg estava na época a aproximadamente doze meses de ser finalizado. Os oito canhões de 380 milímetros que tinham sido fabricados para o couraçado foram convertidos em canhões ferroviários ou baterias fixas instaladas em Flandres, na Bélgica. A embarcação incompleta ainda estava na posse da AG Vulcan quando a guerra terminou em novembro de 1918. O Tratado de Versalhes foi assinado em junho de 1919 e seu artigo 186 ditava que todas as embarcações de superfície alemãs em construção deveriam ser desmontados imediatamente. O Württemberg assim foi removido do registro naval em 3 de novembro de 1919 e vendido como sucata em 1921, sendo desmontado em Hamburgo.